# Korendijk
Korendijk è stata una municipalità dei Paesi Bassi di 10 887 abitanti situata sull'isola di Hoeksche Waard nella provincia dell'Olanda Meridionale.
Il 1º gennaio 2019 si è fuso con le municipalità di Binnenmaas, Cromstrijen, Oud-Beijerland e Strijen per formare l'attuale comune di Hoeksche Waard.